# Anamastigona strasseri
Anamastigona strasseri – gatunek dwuparca z rzędu Chordeumatida i rodziny Anthroleucosomatidae. Endemit Cypru.

## Taksonomia
Gatunek ten opisany został po raz pierwszy w 2016 roku przez Bojana Waglińskiego i Siergieja Gołowacza na łamach „European Journal of Taxonomy”. Opisu dokonano na podstawie pojedynczego samca. Jako lokalizację typową wskazano Pano Panagia w cypryjskim dystrykcie Pafos. Epitet gatunkowy nadano na cześć myriapodologa, Karla Strassera.
W obrębie rodzaju Anamastigona takson ten tworzy grupę gatunków z podobnymi A. cypria i A. terraesanctae.

## Morfologia
Wij ten przy 28 segmentach ciała osiąga 8,2 mm długości, 0,85 mm szerokości i 0,7 mm wysokości. Ubarwienie ma brązowawe z marmurkowaniem, w tyle z czarniawymi paskami na prozonach, od spodu i na odnóżach beżowe. Oskórek jest gładki, tylko po grzbietowej stronie tylnych brzegów pleurotergitów bardzo delikatnie rowkowany.
Głowa jest szersza od drugiego segmentu tułowia, ma nagie ciemię i górę czoła, a dół czoło i wargę górną gęsto porośnięte dwoma rodzajami szczecinek. Czułki są prawie dwukrotnie dłuższe od głowy. Pola oczne mają od 19 do 20 omatidiów rozmieszczonych w ośmiu szeregach. Na brzegu wargi górnej leżą trzy małe, zaokrąglone ząbki. Gnatochilarium cechuje się dużym, nieco szerszym niż długim, w zarysie trójkątnym przedbródkiem. Segment szyjny zaopatrzony jest w rowek środkowy. Na ściętej krawędzi tylnej epiproktu leżą małe, zaokrąglone, łuskowate guzki. Na każdym paraprokcie rośnie jedna długa szczecinka krawędziowa. Półeliptyczny hipoprokt ma dwie długie szczecinki krawędziowe.
Odnóża siódmej pary mają stopę w przybliżeniu 1,6 raza dłuższą niż postfemur i goleń razem wzięte, a odnóża dziesiątej pary mają na biodrze wyrostek zakończony piankowatym guzkiem.
Samiec ma dwie pary nóżek kopulacyjnych (gonopodów). Przednie gonopody zrośnięte są częściami dosiebnymi. Ich gałęzie boczne są pojedyncze, bardzo słabo zakrzywione, tępo zakończone. Tylne gonopody są zredukowane. Ich smukłe kolpokoksyty umieszczone są niemal jeden za drugim, a nieco wyższe, przysadziste angiokoksyty mają spłaszczone wierzchołki i porośniętą mikroskopowymi łuskami powierzchnię. Pozostałości telopoditów są dość wydatne, krótkie, dwuczłonowe, zaokrąglone.

## Ekologia i występowanie
Wij palearktyczny, endemiczny dla Cypru, znany tylko z lokalizacji typowej. Znaleziony został w eukaliptusowym zagajniku, nieopodal winnicy, na wysokości 800 m n.p.m.